# 최상엽 (법조인)
최상엽(崔相曄, 1937년 2월 14일~2025년 1월 3일)은 대한민국의 제13대 법제처장과 제45대 법무부 장관을 역임한 법조인이다.

## 학력
- 포항고등학교 졸업
- 서울대학교 법과대학 학사

## 경력
- 1961년 고등고시 13기 사법과 합격
- 1963년 서울중앙지방검찰청 검사
- 1974년 대검찰청 검찰연구관
- 1975년 법무부 검찰2과장
- 1976년 법무부 검찰1과 과장
- 1979년 서울중앙지방검찰청 총무부장
- 1981년 서울중앙지방검찰청 특수2부장
- 1981년 사법연수원 부원장
- 1982년 대검찰청 형사2부장
- 1987년 대검찰청 공안부장
- 1992년 법제처 처장
- 1997년 한국법제연구원 이사장
- 1997년 3월 ~ 1997년 8월 제45대 법무부 장관
- 1997년 최상엽법률사무소 대표변호사
- 1999년 대검찰청 차장검사